# 外磕脚
外磕脚岛（33°00′54″N 121°38′24″E / 33.015°N 121.64°E），江苏外海的沙洲岛。附近还有麻菜珩岛。外磕脚是中国领海基点之一。2006年中国人民海军在外磕脚竖立了领海基点石碑。